# Michail Michajlovič Nazvanov
Michail Michajlovič Nazvanov (Mosca, 12 febbraio 1914 – Mosca, 13 giugno 1964) è stato un attore sovietico.

## Filmografia parziale

### Attore
- Ždi menja, regia di Boris Ivanov, Aleksandr Stoller (1942)
- Ivan il Terribile, regia di Sergej Ėjzenštejn (1944)
- La questione russa (Russkij vopros), regia di Michail Romm (1947)
- Incontro sull'Elba (Vstreča na Èl'be), regia di Grigorij Aleksandrov (1949)
- Švedskaja spička, regia di Konstantin Judin (1954)
- Chozajka gostinicy, regia di Michail Nazvanov (1956)
- Guttaperčevyj mal'čik, regia di Vladimir Gerasimov (1957)
- Moj mladšij brat, regia di Aleksandr Zarchi (1962)
- Il fiore sulla pietra (Cvetok na kamne), regia di Anatolij Slesarenko e Sergej Paradžanov (1962)
- Amleto (Gamlet), regia di Grigorij Kozincev (1964)

### Regista
- Chozajka gostinicy (1956)

## Premi
- Artista onorato della RSFSR (1949)
- Premio Stalin (1948, 1949, 1950)
- Ordine del distintivo d'onore (1950)